# Porta Bazzano
Porta Bazzano è una delle porte delle mura urbiche dell'Aquila, posta all'inizio della Costa Masciarelli e via Fortebraccio, nel Quarto di Santa Giusta.

## Storia
La porta fu costruita sicuramente nella seconda riedificazione della città, partita nel 1266 per volere di Carlo I d'Angiò, e terminata nel 1316, data ufficializzata dagli storici per il termine dell'edificazione del perimetro murario. La porta era il principale accesso al Quarto di San Giorgio o di Santa Giusta, edificato in gran parte dai castellani di Bazzano, Tione degli Abruzzi, Barisciano, Bagno e Fontecchio. Sino agli anni '60 vi si accedeva da un piccolo ponte in pietra che costeggiava la roccia montuosa, successivamente venne realizzata la colmata del fosso di Campo di Fossa, e realizzato il terminale bus "Lorenzo Natali" ex "Collemaggio".
La porta viene raffigurata nella mappa della città del 1575 di Girolamo Pico Fonticulano, l'aspetto è molto simile a quello attuale, ma la costruzione pre-barocca aveva la tipica merlatura fiorentina sulla sommità, così come la coeva Porta Barete, posta all'estremità di via Roma nel Quarto di San Pietro: la direttrice di questa strada, fondendosi col corso Umberto I, e poi Costa Masciarelli da Piazza Duomo, creava una retta perpendicolare di vie, che si incrocia con lo stradone del corso Vittorio Emanuele all'altezza dei "Quattro Cantoni".

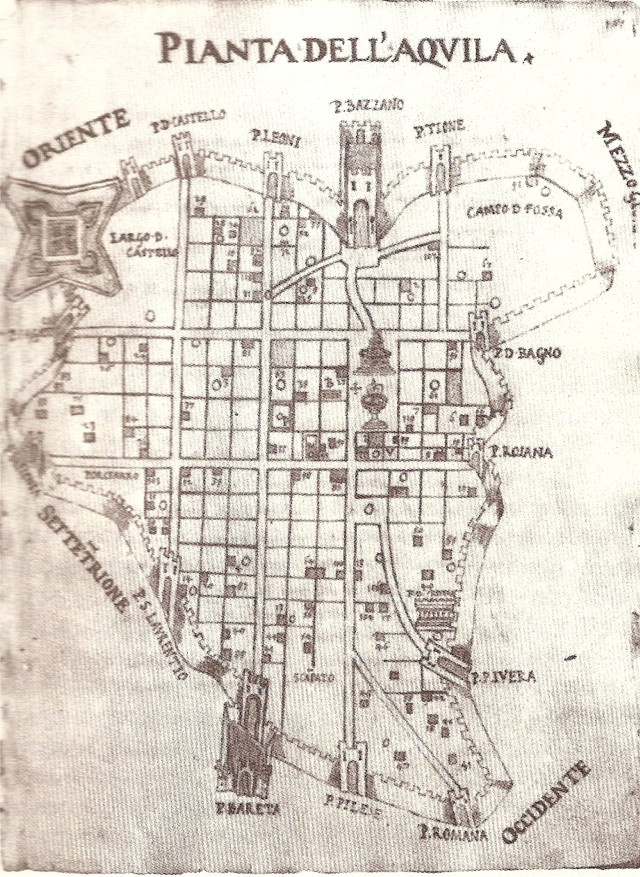
Pianta della città d'Aquila di Girolamo Pico Fonticulano, 1575, in alto Porta Bazzano

Presso la porta sorgeva lo storico ospedale di ricovero di San Matteo dei Bastardi, usato dai Celestini insieme alla torre di Santo Spirito, ancora oggi esistente in via XX Settembre, e come detto con le modifiche urbane del Fonticulano, mediante le due strade
di via Fortebraccio e costa Masciarelli, permetteva un rapido accesso al centro aquilano, ossia Piazza Duomo, oppure mediante via Fortebraccio a Piazza Bariscianello, e di conseguenza alla monumentale scalinata di San Bernardino.
Durante la guerra dell'Aquila nel 1423-24, la porta fu sbarrata all'esercito del capitano Braccio da Montone che cinse d'assedio la città, e quando giunse la lega angioina di Papa Martino V con i capitani Jacopo Caldora e Francesco Sforza, il governatore della città Antonuccio Camponeschi, con le insegne dei quattro quartieri, uscì dalla città il 3 giugno 1424, per la grande battaglia finale nella piana di Bazzano, dove Braccio trovò la sconfitta e la morte.

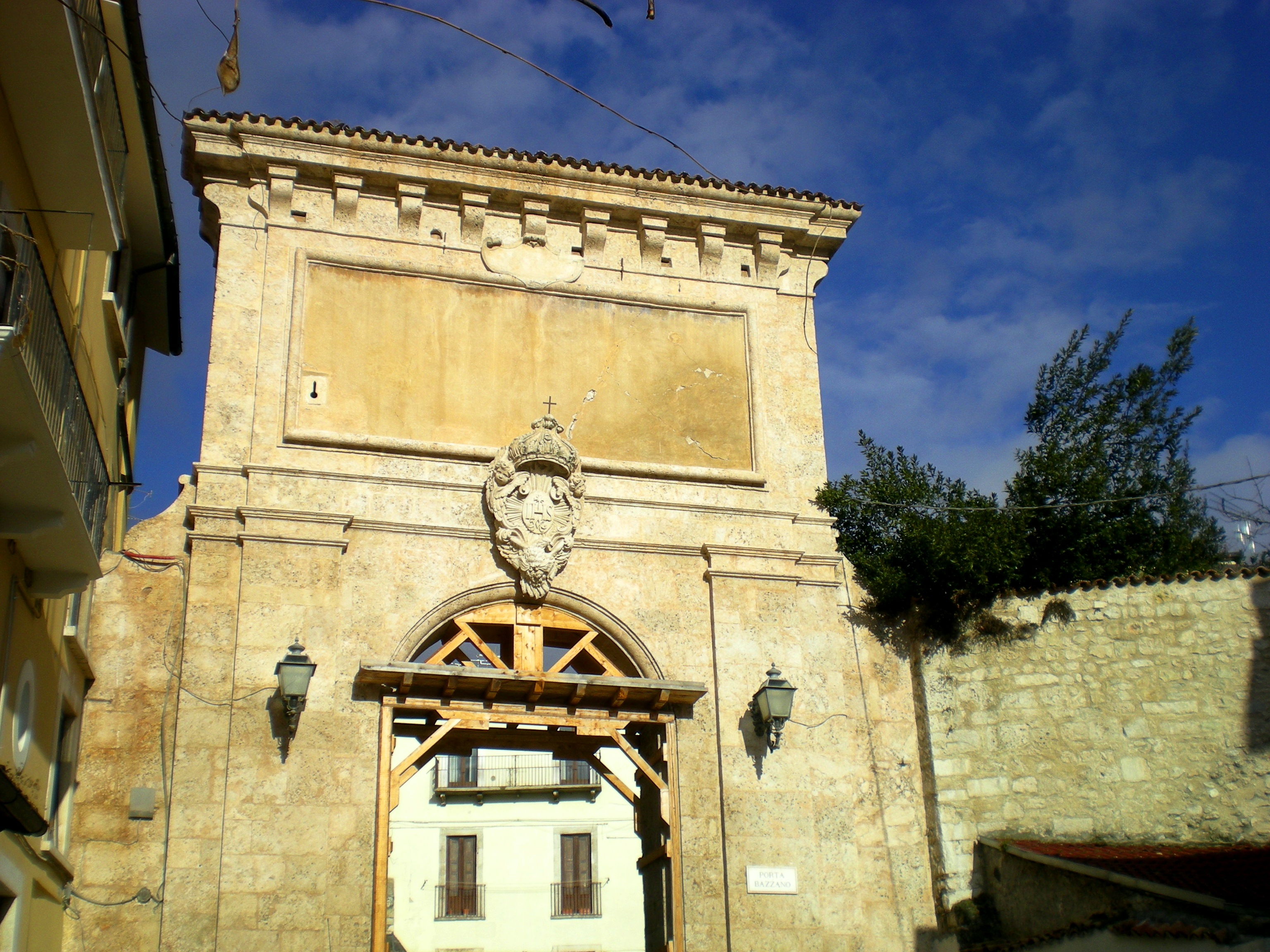
Porta Bazzano subito dopo il terremoto

Il terremoto del 1703 danneggiò le mura aquilane, ma non gravemente questa porta, che rimase almeno in parte intatta, eccettuata la parte superiore con le merlature, che dovette essere ricostruita. Anche l'attigua Porta Leoni non subì gravi danni, a differenza di Porta Castello, che verrà ricostruita daccapo in luogo diverso dalla posizione originaria. Porta Bazzano dunque fu ripristinata seguendo lo stile tardo barocco, decorata con il simbolo del monogramma berardiniano IHS sopra l'arco, come chiave di volta. Il terremoto del 6 aprile 2009 ha nuovamente danneggiato la porta, che tuttavia è stata ripristinata già nel 2015.
La porta viene descritta anche dallo storico Anton Ludovico Antinori, era la principale delle quattro rimaste aperte dopo il terremoto del 1703, insieme a Porta Barete, Porta Castello e Porta Paganica.

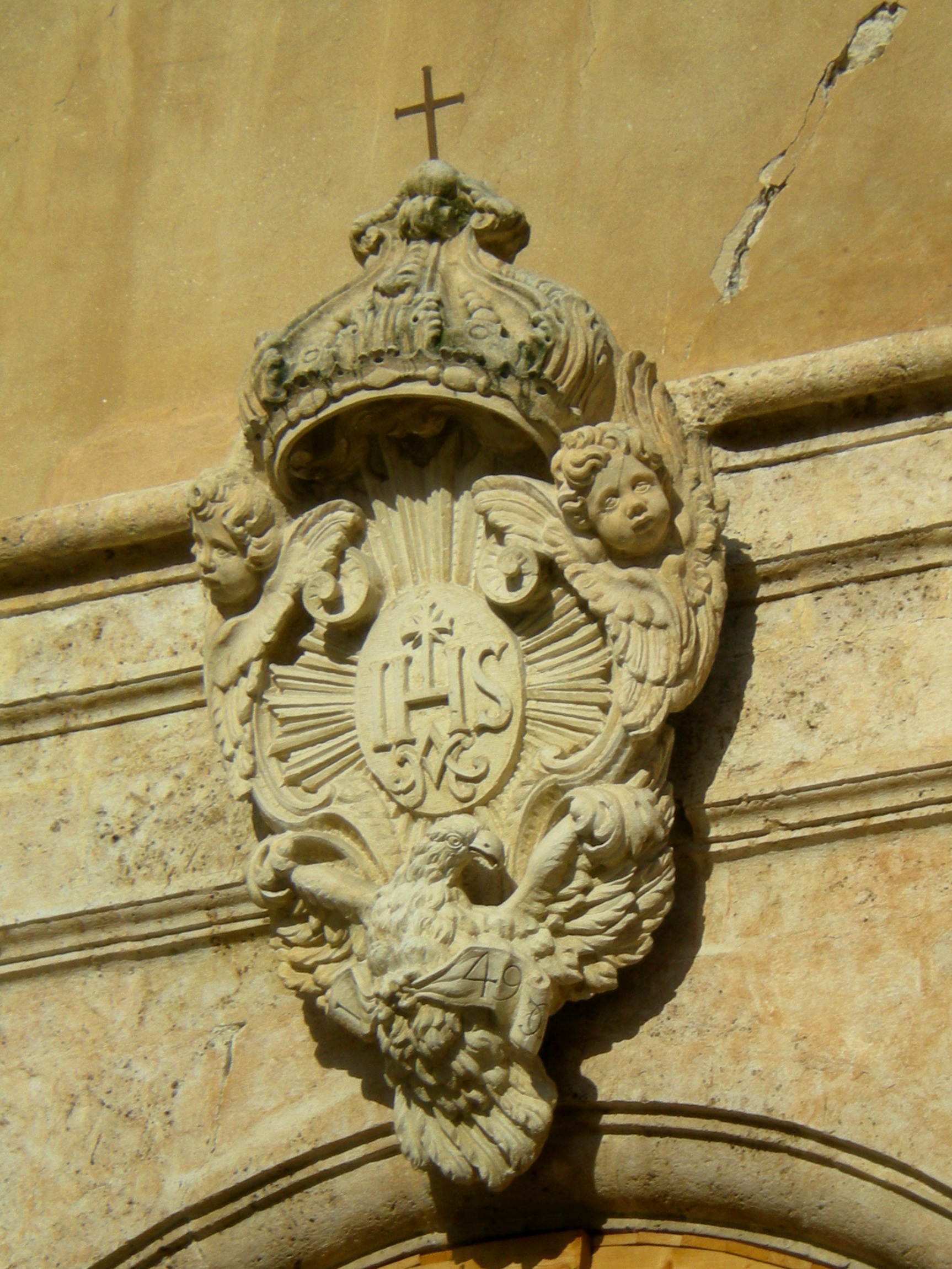
Stemma dell'Ordine Bernardiniano sulla porta

## Architettura
La porta si staglia tra le mura e le abitazioni, giganteggia tra le case per la sua monumentalità, è in pietra rivestita di intonaci, con grande arco a tutto sesto a doppio fornice, affiancato da due coppie di paraste semplici. Sopra vi è lo stemma bernardiniano. Nella sopraelevazione, dove si trovavano gli alloggiamenti delle guardie, vi è una specchiatura decorativa, molto semplice, e infine un ordine di beccatelli presso la zoccolatura finale, che in origine era provvista di merlature alla fiorentina, non ricostruite perché divenute obsolete nel XVIII secolo.
Presso via Caldora, poco più a sud della porta, si trova l'ex monastero ospedaliero di San Matteo, gestito dai Padri Celestini. Si presenta come un palazzo tardo barocco a impianto rettangolare, con chiostro interno.